# Art of the Devil 2
Art of the Devil 2 ( ลอง ของ,Long Khong) es una película de terror Tailandés del 2005, dirigida por Tanit Jitnukul. Tiene una antesecuela, Art of the Devil 2004; y su tercera y última secuela Art of the Devil 3 2008, pero estas películas cuentan con una historia diferente con nuevos personajes.

## Trama
Una joven en busca de venganza a través de la magia negra se presenta en "El arte del diablo 2", película tailandesa a cargo de siete directores que conforman "Ronin Team" y que llegará a 
México en los próximos días.
Durante 83 minutos la historia narra las situaciones de "Panor" (Napakpapha Nakprasitte), admirada por su belleza física pero también temida por su vínculo con la magia negra.
"Panor" es maestra de la escuela local; sin embargo, su belleza se convierte en el objeto de deseo para los hombres que la conocen a pesar de ser víctima de magia negra cuando estaba 
embarazada por parte de una familia para resucitar a un integrante de los suyos...

## Nominaciones
Napakpapha (más conocido en Tailandia como Mamee) fue nominada como mejor actriz de la Crítica de Bangkok Asambleas 2005 de premios. 
También fue nominada como mejor actriz por la National Film Awards Tailandia. Esta nominación fue protestada por Mamee y Cinco Estrellas de Producción, quien afirmó que Mamee debería haber sido nominado en la categoría de mejor actriz. Cinco Estrellas, a continuación, boicoteó la ceremonia de premiación.

## Los Festivales de Cine
- 2006 Bangkok International Film Festival – Selected the audience favorite.
- 2006 New York Asian Film Festival
- 2006 Fantasia Festival

## Remake
Cerenzie-Peters Productions, ha comprado los derechos para hacer un remake de la exitosa película tailandesa de terror trilogía de Arte del Diablo con un enfoque sobre el arte del diablo II, que sigue a un grupo de chicos de escuela secundaria de vacaciones que se caen bajo el hechizo de los tatuajes sobrenatural. La serie es conocida por su-al-gore superior sobre. Colin Geddes es el coproductor y Cerenzie Michael es un productor de la nueva versión. Sin embargo, ningún casting y fecha de estreno se anuncia.